# Arlington (Kansas)
Arlington è un comune (city) degli Stati Uniti d'America della contea di Reno nello Stato del Kansas. La popolazione era di 473 persone al censimento del 2010.

## Geografia fisica
Arlington è situata a 37°53′47″N 98°10′46″W (37.896363, -98.179313).
Secondo lo United States Census Bureau, ha un'area totale di 1.07 miglia quadrate (2.77 km²).

## Storia
Arlington venne fondata nel 1877. Essa prende il nome dalla città di Arlington nel Massachusetts. Il primo ufficio postale ad Arlington fu creato nel febbraio 1878.
Nel 1887, la Chicago, Kansas and Nebraska Railway costruì una linea principale da Herington attraverso Arlington a Pratt. Nel 1888, questa linea fu estesa a Liberal. Più tardi, fu estesa a Tucumcari (Nuovo Messico) ed El Paso (Texas). Fu preclusa nel 1891 e rilevata dalla Chicago, Rock Island and Pacific Railroad, fino a quando non fu chiusa nel 1980 e riorganizzata come Oklahoma, Kansas and Texas Railroad, che si fuse nel 1988 con la Missouri Pacific Railroad, e si fuse nel 1997 con la Union Pacific Railroad. La maggior parte della gente locale si riferisce alla ferrovia come "Rock Island".

## Società

### Evoluzione demografica
Secondo il censimento del 2010, c'erano 473 persone.

### Etnie e minoranze straniere
Secondo il censimento del 2010, la composizione etnica della città era formata dal 98,3% di bianchi, lo 0,6% di afroamericani, lo 0,2% di nativi americani, e lo 0,8% di due o più etnie. Ispanici o latinos di qualunque razza erano l'1,3% della popolazione.